# Familiaridades
Familiaridades es una película de 1968 dirigida por Felipe Cazals

## Sinopsis
Una joven solitaria asea su departamento y se emborracha, luego un demostrador de limpiadores para pisos la visite e insiste mostrar su producto y se va diciendo que es casado pero regresa diciendo que es divorciado. La mujer lo invita  a comer, llega otro vendedor del mismo producto que ofrece a la joven un viaje. El primero lo insulta y lo encierra en un armario; más tarde lo encuentran bañándose y los tres cenan, hablan de teorías sobre el agua y los cuerpos celestes y tocan bongó. Después el primero corre al segundo, la joven le presta una camisa de su examante. Habla con una vecina en silla de ruedas y se ofrece al vendedor, él muestra desinterés pero hacen el amor y luego discuten. El vendedor se va, la mujer visita en un hospital a su vecina y encuentra a un cura y a tres barbones.

## Elenco
- Betty Catania como Betty
- Farnesio de Bernal como Farnesio Pídalos
- Ostro Reyes cómo Dávalos
- Yolanda Alatorre hija como niña
- Tomás Pérez Turrent, Juan Luis Bueñuel y Arturo Ripstein como 3 barbones que conducen a la niña en silla de ruedas
- Pedro Fernández Miret como cura en el hospital
- Yolanda Alatorre como enferma en silla de ruedas que fuma
- Felipe Cazals como tercer vendedor de Vito-Popo

## Producción
Se filmó en México Distrito Federal en el Edificio Condesa y en la Estación de Ferrocarriles.
En una entrevista hecha por Leonardo García Tsao, Cazals comenta que los diálogos fueron redactados "día a día", "sobre la marcha".

## Premios
- Benalmadena, España: Primer premio (1968)